# Anthony Weber
Anthony Weber (Strasburgo, 11 giugno 1987) è un ex calciatore francese, di ruolo difensore.